# Birth Defects Research Part B – Developmental and Reproductive Toxicology
Birth Defects Research Part B – Developmental and Reproductive Toxicology, abgekürzt Birth Defects Res. Part B-Dev. Reprod. Toxicol., ist eine wissenschaftliche Fachzeitschrift, die vom Wiley-Blackwell-Verlag veröffentlicht wird. Derzeit erscheint die Zeitschrift mit sechs Ausgaben im Jahr. Es werden Arbeiten aus dem Bereich der Entwicklungstoxikologie veröffentlicht.
Der Impact Factor lag im Jahr 2016 bei 1,453. Nach der Statistik des ISI Web of Knowledge wird das Journal mit diesem Impact Factor in der Kategorie Genetik und Vererbung an 154. Stelle von 167 Zeitschriften, in der Kategorie Onkologie an 189. Stelle von 217 Zeitschriften und in der Kategorie Toxikologie an 82. Stelle von 87 Zeitschriften geführt.